# Mistrovství Evropy v házené mužů 1994
1. mistrovství Evropy v házené se konalo 3.–12. června 1994 v Portugalsku.
Mistrovství se zúčastnilo 12 mužstev, rozdělených do dvou šestičlenných skupin, z nichž první dva týmy postoupily do semifinálových bojů. Mistrem Evropy se stal tým Švédska, který ve finále porazil tým Ruska. Třetí místo obsadil tým Chorvatska.

## Týmy
| Skupina A  | Skupina B   |
| ---------- | ----------- |
| Chorvatsko | Dánsko      |
| Bělorusko  | Maďarsko    |
| Rumunsko   | Portugalsko |
| Rusko      | Švédsko     |
| Francie    | Španělsko   |
| Německo    | Slovinsko   |

## Místo konání
| Almada                        | Porto              |
| ----------------------------- | ------------------ |
| Complexo Desportivo de Almada | Pavilhão Rosa Mota |
| Kapacita: 4 000               | Kapacita: 5 400    |
|                               |                    |

## Základní kolo

### Skupina A
| Tým        | Z | V | R | P | VB  | OB  | Rozdíl | Body |
| ---------- | - | - | - | - | --- | --- | ------ | ---- |
| Rusko      | 5 | 5 | 0 | 0 | 122 | 94  | +28    | 10   |
| Chorvatsko | 5 | 3 | 0 | 2 | 120 | 114 | +6     | 6    |
| Francie    | 5 | 2 | 1 | 2 | 123 | 120 | +3     | 5    |
| Bělorusko  | 5 | 2 | 0 | 3 | 130 | 139 | -9     | 4    |
| Německo    | 5 | 1 | 1 | 3 | 107 | 113 | -6     | 3    |
| Rumunsko   | 5 | 1 | 0 | 4 | 113 | 135 | -22    | 2    |

| 3. červen 1994 |         |            |
| Německo        | 23 – 24 | Bělorusko  |
| Rusko          | 27 – 20 | Rumunsko   |
| Francie        | 27 – 25 | Chorvatsko |
| 4. červen 1994 |         |            |
| Chorvatsko     | 24 – 22 | Německo    |
| Bělorusko      | 23 – 31 | Rusko      |
| Rumunsko       | 27 – 26 | Francie    |
| 5. červen 1994 |         |            |
| Francie        | 21 – 21 | Německo    |
| Rusko          | 21 – 18 | Chorvatsko |
| Rumunsko       | 24 – 33 | Bělorusko  |
| 7. červen 1994 |         |            |
| Německo        | 16 – 25 | Rusko      |
| Francie        | 32 – 29 | Bělorusko  |
| Chorvatsko     | 24 – 23 | Rumunsko   |
| 8. červen 1994 |         |            |
| Německo        | 25 – 19 | Rumunsko   |
| Bělorusko      | 21 – 29 | Chorvatsko |
| Rusko          | 18 – 17 | Francie    |

### Skupina B
| Tým         | Z | V | R | P | VB  | OB  | Rozdíl | Body |
| ----------- | - | - | - | - | --- | --- | ------ | ---- |
| Švédsko     | 5 | 5 | 0 | 0 | 114 | 91  | +23    | 10   |
| Dánsko      | 5 | 3 | 1 | 1 | 107 | 99  | +8     | 7    |
| Španělsko   | 5 | 3 | 0 | 2 | 114 | 101 | +13    | 6    |
| Maďarsko    | 5 | 2 | 0 | 3 | 100 | 107 | -7     | 4    |
| Slovinsko   | 5 | 1 | 1 | 3 | 94  | 111 | -17    | 3    |
| Portugalsko | 5 | 0 | 0 | 5 | 96  | 116 | -20    | 0    |

| 3. červen 1994 |         |             |
| Švédsko        | 22 – 17 | Slovinsko   |
| Španělsko      | 25 – 20 | Maďarsko    |
| Dánsko         | 24 – 17 | Portugalsko |
| 4. červen 1994 |         |             |
| Slovinsko      | 19 – 19 | Dánsko      |
| Maďarsko       | 18 – 22 | Švédsko     |
| Portugalsko    | 18 – 24 | Španělsko   |
| 5. červen 1994 |         |             |
| Maďarsko       | 19 – 18 | Portugalsko |
| Švédsko        | 22 – 16 | Dánsko      |
| Španělsko      | 24 – 16 | Slovinsko   |
| 7. červen 1994 |         |             |
| Slovinsko      | 19 – 24 | Maďarsko    |
| Švédsko        | 26 – 21 | Portugalsko |
| Dánsko         | 25 – 22 | Španělsko   |
| 8. červen 1994 |         |             |
| Dánsko         | 23 – 19 | Maďarsko    |
| Portugalsko    | 22 – 23 | Slovinsko   |
| Španělsko      | 19 – 22 | Švédsko     |

## Finálová kola

### Semifinále
Rusko -  Německo 29:20
 Švédsko -  Chorvatsko 24:21

### Finále
Rusko  Švédsko 21:34

### o 3. místo
Dánsko  Chorvatsko 23:24

## Konečné pořadí
| Zlatá medaile    | Švédsko     |
| Stříbrná medaile | Rusko       |
| Bronzová medaile | Chorvatsko  |
| 4                | Dánsko      |
| 5                | Španělsko   |
| 6                | Francie     |
| 7                | Maďarsko    |
| 8                | Bělorusko   |
| 9                | Německo     |
| 10               | Slovinsko   |
| 11               | Rumunsko    |
| 12               | Portugalsko |